# Zdeněk Bárta
Zdeněk Hynek Bárta (ur. 15 maja 1891 we Františkodole, zm. 1 kwietnia 1987 w Pradze) – szermierz reprezentujący Czechy, uczestnik igrzysk w Sztokholmie w 1912 roku, gdzie startował w szpadzie i szabli.

## Występy na igrzyskach

### Letnie Igrzyska Olimpijskie 1912
- szpada indywidualnie – odpadł w ćwierćfinale
- szabla indywidualnie – odpadł w pierwszej rundzie